# Milan Galić
Milan Galić, srbskou cyrilicí Милан Галић (8. březen 1938, Bosansko Grahovo – 13. září 2014) byl jugoslávský fotbalista srbské národnosti. Hrával na pozici útočníka.
S jugoslávskou reprezentací získal stříbrnou medaili na mistrovství Evropy roku 1960, na němž byl zařazen i do all-stars týmu turnaje. Dal v jeho průběhu dva góly, což ho spolu s dalšími pěti hráči činí nejlepším střelcem závěrečného turnaje. Zúčastnil se i mistrovství světa roku 1962, kde Jugoslávci skončili čtvrtí. Má též zlatou medaili z olympijských her v Římě roku 1960. Celkem za národní tým odehrál 51 utkání a vstřelil 37 branek.
V jugoslávské lize hrál za Partizan Bělehrad. S ním se roku 1966 probojoval i do finále Poháru mistrů evropských zemí.
Roku 1962 byl vyhlášen nejlepším sportovcem Jugoslávie. V anketě Zlatý míč, která hledala nejlepšího fotbalistu Evropy, skončil toho roku osmý.